# Isachne leersioides
Isachne leersioides är en gräsart som beskrevs av August Heinrich Rudolf Grisebach. Isachne leersioides ingår i släktet Isachne och familjen gräs. Inga underarter finns listade i Catalogue of Life.